# Kantorei
Kantorei ist die Bezeichnung für eine unter der Leitung eines Kantors stehende  Musikgemeinschaft.

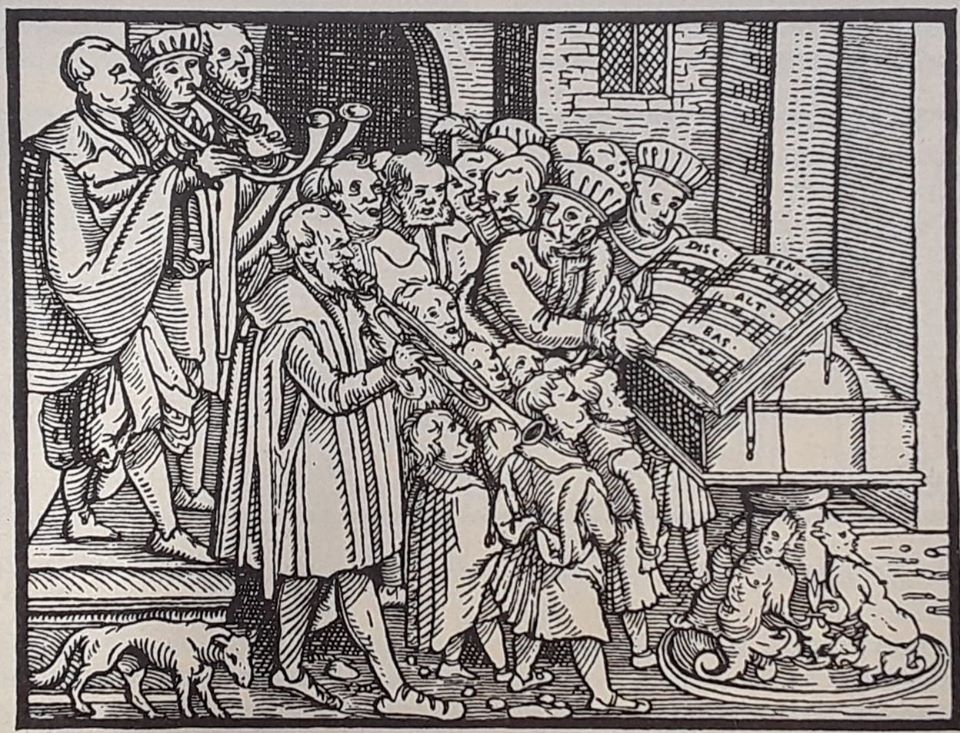
Kantorei um 1556

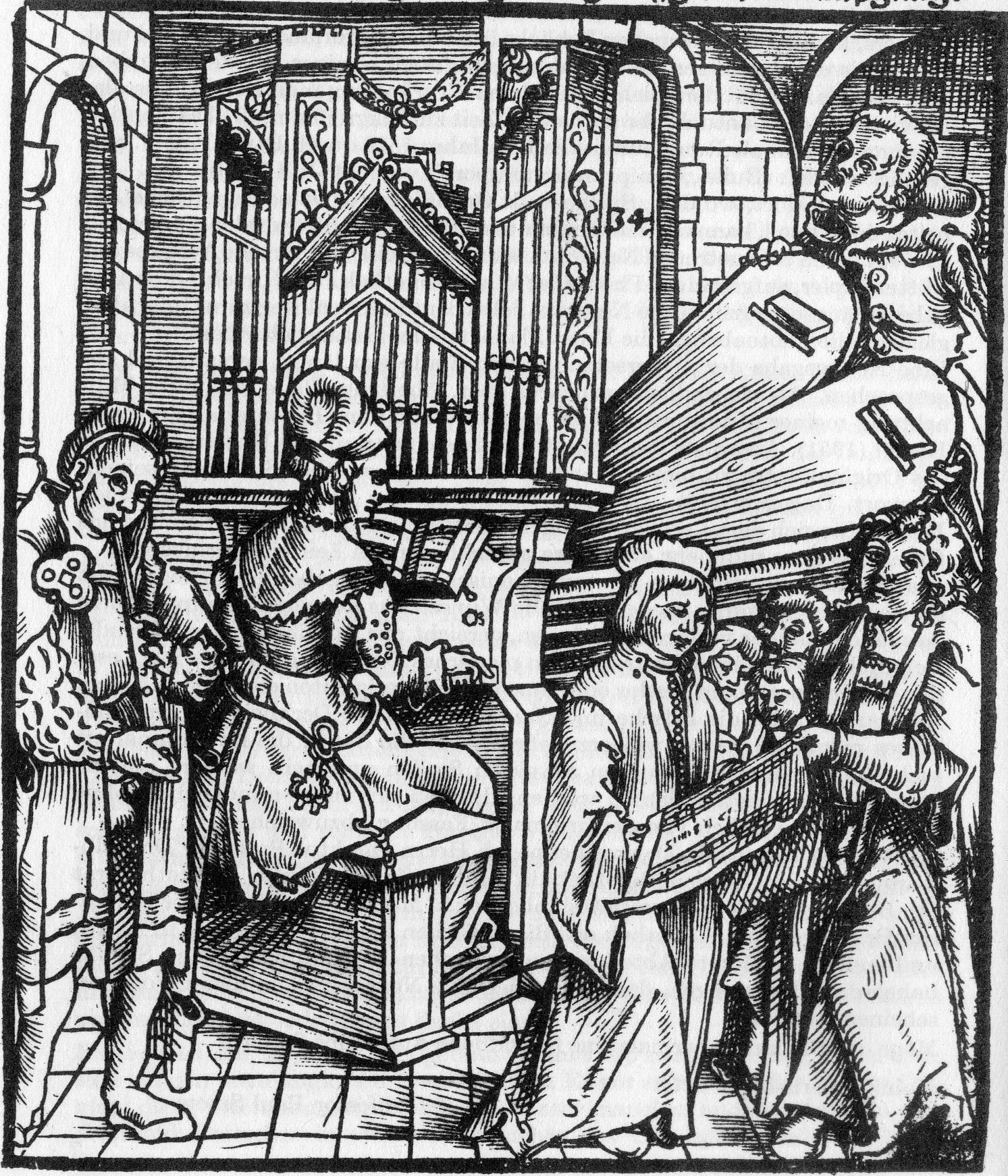
Kantorei um 1511

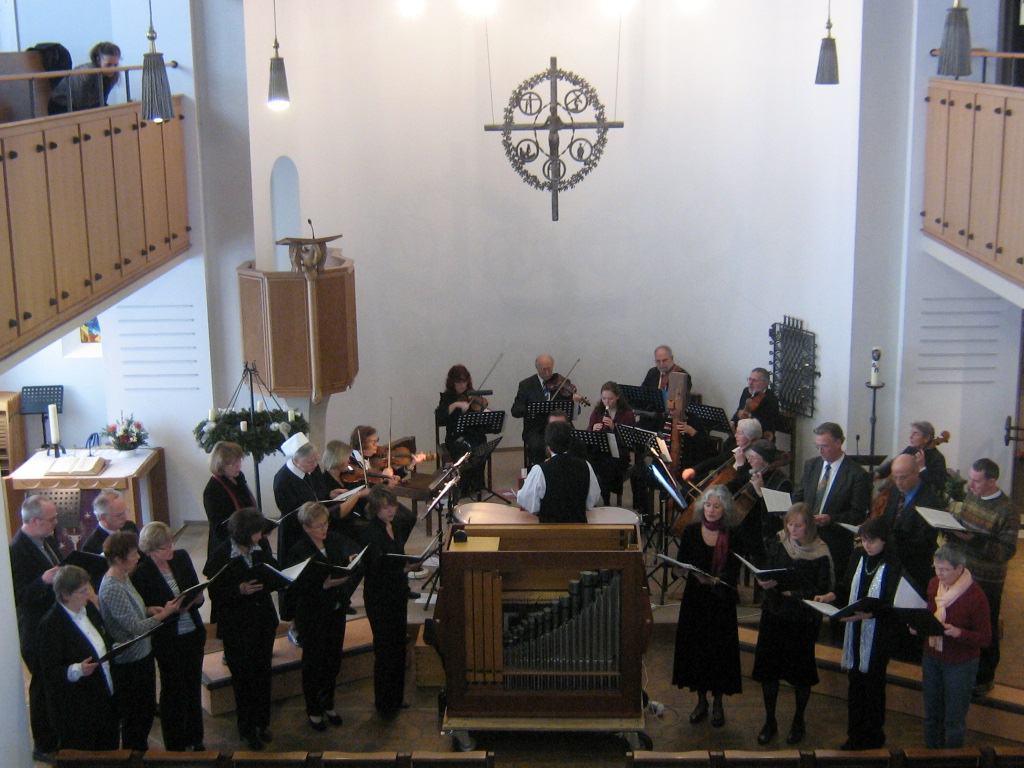
Zeitgenössische Kantorei

## Geschichte

### Hofkantorei
Fürstenhöfe unterhielten häufig Hofkapellen, zur Musikbegleitung höfischer Feste und zur Ausschmückung von Gottesdiensten. In protestantischen, aber auch an einigen katholischen Höfen bezeichnete man im Gegensatz zur Kapelle die selbständig gewordene Gruppe von Sängern und Instrumentalisten als Kantorei.

### Bürgerliche Kantorei
Die bürgerlichen Kantoreien des 16. bis 18. Jahrhunderts gehen auf die vorreformatorischen Kalandbruderschaften sowie die Stabulisten und Konstablervereine zurück. Hauptaufgabe dieser Kantoreien war das Singen im Gottesdienst. Daneben wurde bei den Hochzeiten und Beerdigungen der Mitglieder musiziert. In Not geratene Mitglieder wurden unterstützt. In kleineren Städten wurde im 16. Jahrhundert erst durch die Gründung einer Kantorei die Aufführung von mehrstimmiger Kirchenmusik möglich.
Am kursächsischen Fürstenhof in Torgau war ab 1525 Johann Walter als Sänger und Komponist Mitglied der Hofkapelle. Als diese nach dem Tod Friedrichs des Weisen aufgelöst wurde, wurde Walter ab 1527 Schulkantor der Torgauer Lateinschule und Stadtkantor einer von ihm gegründeten Kantorei aus ehemaligen Kapellsängern und Torgauer Bürgern, der ersten bürgerlichen Stadtkantorei überhaupt. Diese widmete sich der Vokal- und auch der Instrumentalmusik und wurde Vorbild für zahlreiche andere Kantoreien in protestantischen Kirchgemeinden: Das evangelische Kantoreiwesen entwickelte sich.

### Schulkantorei
Die Schulkantoreien bestanden aus Schülern, die gegebenenfalls durch Lehrer und Ehemalige sowie die Stadtpfeifer unterstützt wurden.

## 20. Jahrhundert und Gegenwart
Durch die kirchenmusikalische Erneuerungsbewegung wurde die Bezeichnung Kantorei für evangelische Kirchenchöre wieder häufiger. 